# Челсі (жіночий футбольний клуб)
Жіночий футбольний клуб «Челсі» (англ. Chelsea Ladies Football Club) — жіночий англійський футбольний клуб із західного Лондона, афіліат футбольного клубу «Челсі». Заснований у 1992 році, виступав у Національному дивізіоні жіночої Прем'єр-ліги з 2005 року. У 2010 році клуб став одним із засновників жіночої Суперліги Футбольної асоціації, яка стала з сезону 2011 стала найвищим дивізіоном жіночого клубного футболу в Англії .
Основна форма — сині футболки та шорти з білими гетрами. Клубна емблема: церемоніальний синій лев, що тримає палицю. Емблема була прийнята у 2005 році.

## Історія
Жіноча команда «Челсі» з червня 2004 року стала фінансуватись футбольним клубом «Челсі» . У сезоні 2004/05 клуб отримав право на вихід до Національного дивізіону жіночої Прем'єр-ліги, як чемпіон Південного дивізіону жіночої Прем'єр-ліги.
Після початку сезону 2005/06, коли у вересні після шести ігор команда мала одне очко, головного тренера Джорджа Міхеласа було звільнено зі своєї посади після чотирьох років безкоштовної роботи. В результаті сезон був закінчений під керівництвом Шона Гора, з ним клуб виграв плей-оф за збереження місця у вищому дивізіоні, коли за результатами двох матчів обіграв віце-чемпіона Північного дивізіону жіночої Прем'єр-ліги «Ліверпуль» із загальним рахунком 4:1.
У сезоні 2006/07 команда закінчила чемпіонат на восьмому місці, влітку Гор запросив у клуб гравців збірної Англії Сіобен Чемберлен, Кейсі Стоні та Еніолу Алуко. У січні команду поповнила чемпіонка світу американка Лоррі Фейр, яка вважається одним із найкращих півзахисників у жіночому футболі, в результаті сезон 2007/08 «Челсі» закінчив на п'ятому місці.
Перед початком сезону 2008/09 «Челсі» було представлено нового тренера, колишнього тренера резервної команди «Арсеналу» Стіва Джонса, який взяв із собою зі складу канонірів футболісток Ліанн Сандерсон, Аніту Асанте та Мері Філіп. Тоді тренер «Арсеналц» Вік Ейкерс розкритикував своїх колишніх гравців, як неповагу до клубу, і те, що клуби намагаються скупити гравців з інших клубів, щоб зміцнити свої власні команди.
У сезоні 2008/09 «Челсі» закінчили сезон на третьому місці після «Арсеналу» та «Евертона». Мері Філіп через місяць після початку нового сезону завершила ігрову кар'єру, Еніола Алуко та Аніта Асанте поїхали в березні 2009 року в Сполучених Штатах, виступати в новому сезоні Women's Professional Soccer. Лоррі Фейр пропустила майже весь сезон через травму хрестоподібної зв'язки, яка так і не дала їй продовжувати кар'єру, внаслідок чого в травні 2008 року вона заявила про закінчення ігрової кар'єри. Стів Джонс пішов з посади тренера команди в січні 2009 року, залишивши Кейсі Стоні на посаді граючого тренера.
За рекомендацією Кейсі Стоні головним тренером у сезоні 2009/10 був призначений Метт Берд. Скорочення фінансування цього сезону жіночої команди «Челсі» було компенсовано фінансовою допомогою від Джона Террі та інших гравців чоловічої команди «Челсі». Ще однією втратою команди став відхід Лійнн Сандерсон в американський клуб «Філадельфія Індепенденс», який виступав у сезоні 2010 у Women's Professional Soccer.

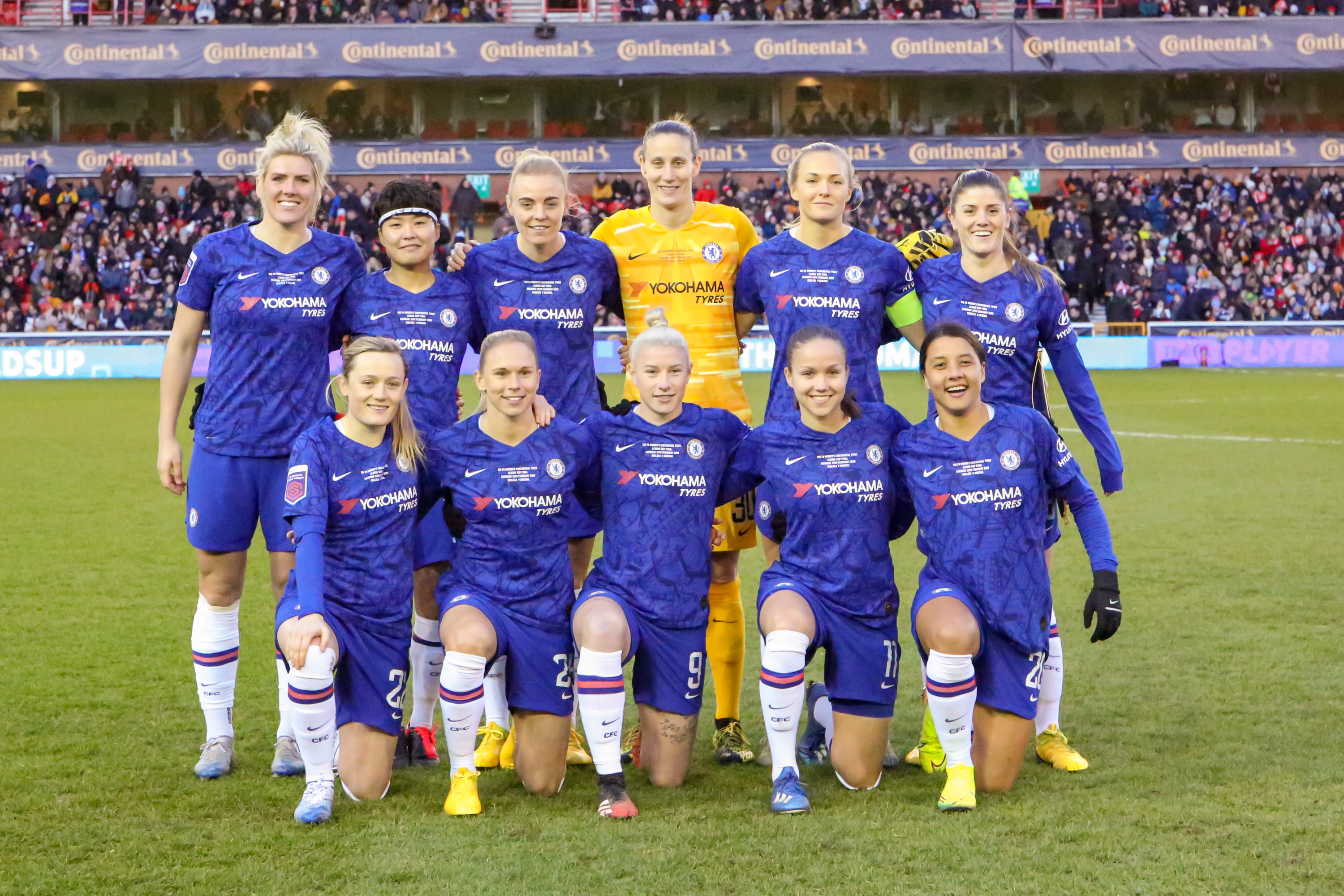
Склад «Челсі» у 2020 році.

У 2010 році Футбольною асоціацією було прийнято рішення про створення нової вищої ліги жіночого футболу, який буде вищим за рівнем ніж Національний дивізіон жіночої Прем'єр-ліги. В результаті було створено Жіночу Суперлігу Футбольної асоціації, в якій «Челсі» стали одним із восьми клубів-засновників цієї ліги. Новий сезон став проходити з березня по листопад. У 2012 році Берд привів клуб до фіналу Кубка Англії, в якому гравці «Челсі» програли «Бірмінгем Сіті» в серії післяматчевих пенальті з рахунком 3:2.
2012 року колишня помічниця головного тренера Арсеналу Емма Гейс була призначена на посаду головного тренера «Челсі», ставши однією з перших жінок-менеджерів у WSL.  У 2014 році «Челсі» посів друге місце у Жіночій суперлізі Футбольної асоціації, а у 2015 році клуб вперше у своїй історії виграв Кубок Англії та став чемпіоном країни, здобувши таким чином «золотий дубль».
У 2018 році «Челсі» вдруге здобув Кубок Англії та титул чемпіона у Жіночій суперлізі Футбольної асоціації. У тому ж сезоні команда також вперше вийшла до півфіналу жіночої Ліги чемпіонів УЄФА.
У 2020 році «Челсі» виграв Жіночий кубок ліги та третій титул чемпіона Англії, а Емма Гейз була названа Тренером сезону 2019/20 Жіночої суперліги після того, як призвела «синіх» до блискучої безпрограшної домашньої кампанії з 12 перемогами та трьома нічиїми

## Досягнення

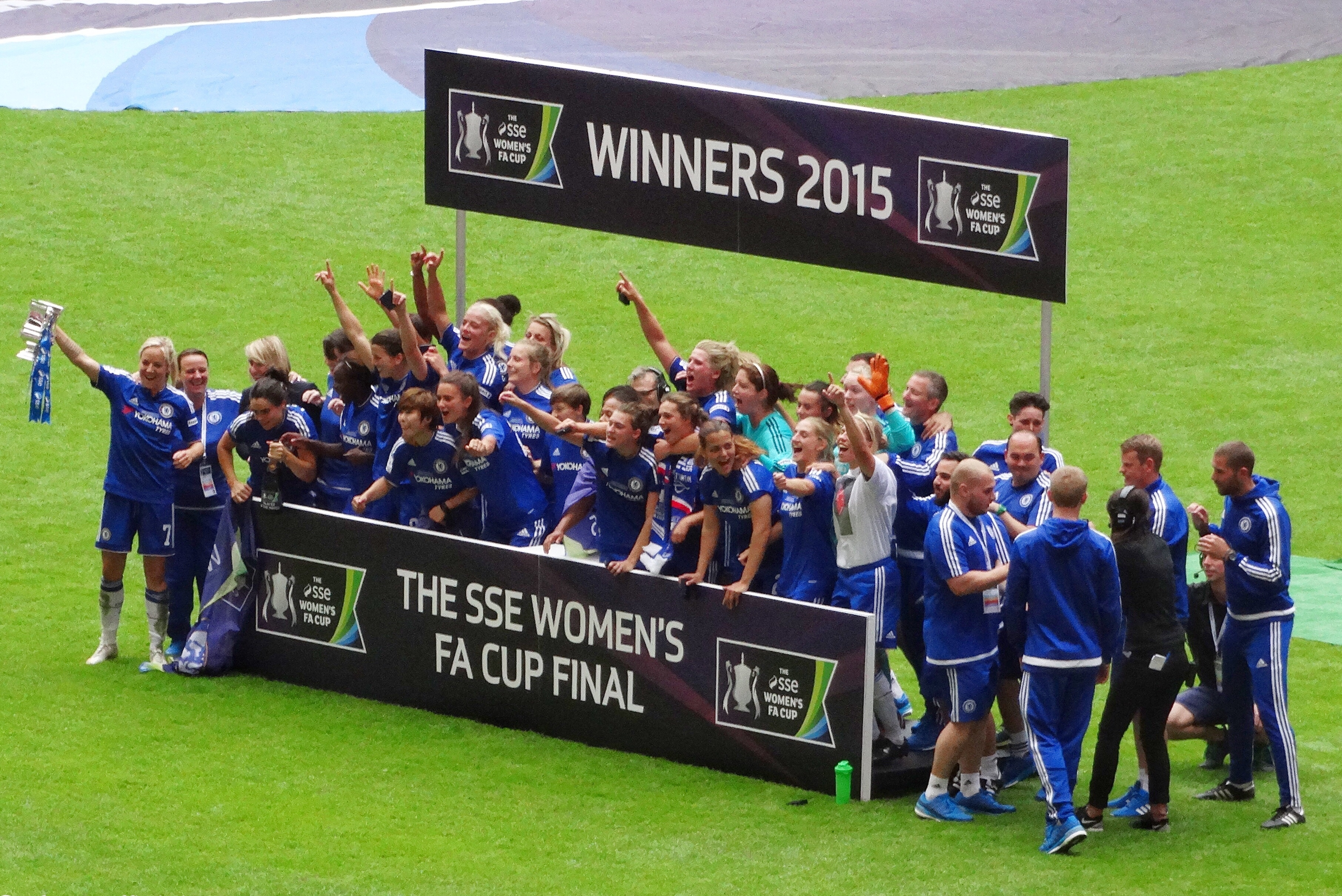
Гравчині «Челсі» святкують перемогу в Кубка Англії 2015 року.

- Жіноча суперліга Футбольної асоціації
  - Чемпіон (8): 2015, 2017/18, 2019/20, 2020/21,2021/22, 2022/23, 2023/24, 2024/25
- Південний дивізіон Прем'єр-ліги[en]
  - Чемпіон (1): 2004/05
- Кубок Футбольної асоціації[en]
  - Власник (1): 2015
- Кубок графства Суррей
  - Власник (9): 2003, 2004, 2006, 2007, 2008, 2009, 2010, 2012, 2013
- Ліга чемпіонів УЄФА
  - Фіналіст: 2021